# Ein Mensch wird Nazi
Ein Mensch wird Nazi ist eine 1942/43 entstandene Erzählung von Anna Seghers. Die Erstveröffentlichung erfolgte in der in Mexiko erscheinenden kommunistischen Exil-Zeitschrift Freies Deutschland (März-Heft 1943).

## Kurzbeschreibung
Ein Mensch wird Nazi versucht zu erklären, „wie ein armer und gewöhnlicher Junge zum Nazi werden und zu schrecklichen Gräueltaten fähig sein würde.“

## Inhalt
Der Schlosser und Unteroffizier Friedrich Müller kehrt nach Ende des Ersten Weltkriegs ins heimische Düsseldorf zurück, wo ihn außer seinem im letzten Heimaturlaub gezeugten Baby Fritz die Arbeitslosigkeit erwartet: „Der Schlosser, in dessen Werkstatt er zehn Jahre gestanden hatte, konnte ihn nicht mehr aufnehmen. Der Vater Müller begann sein Nachkriegsleben zwischen Küche und Stempelstellen“ und schimpft „über den Staat, der für seine Bürger kein Brot hatte.“ Somit unfreiwillig kann Friedrich sich ausführlich der Familie widmen, seinen Fritz in die Schule begleiten, hofft insgeheim, Fritz könne eines Tages als begabtes Kind „in höhere Schulen“ gehen, doch es zeigt sich „daß der Schüler Fritz Müller keineswegs zu den besonders Begabten gehörte, die auf Kosten des Staates vielleicht hätten weiterlernen können.“ Ebenfalls zeigt sich, dass seine Aggressionshemmung gestört ist. Zu den Lehrern, die Fritz an der Schule hat, gehört unter anderem einer, der „rot“ ist und einer, der ein Nazi ist. Beide werden später wegen ihrer politischen Gesinnung aus dem Lehramt, Fritz nach Ende der Schulzeit in die Arbeitslosigkeit entlassen, wo sein Hobby „Herumlungern auf der Straße“ ist. „Als der Vater Friedrich Müller starb, an der Grippe, […] mußten alle vier Söhne daheim ihr Erwerbslosengeld bis auf den letzten Pfennig der Mutter geben.“
Fritz wird von einem Mann auf der „Stempelstelle“ angesprochen und zu einer SA-Versammlung eingeladen, eine Einladung, die wegen der langfristigen Wirkung des einstigen Nazi-Lehrers bei Fritz verfängt: „Der einzige Mensch, der je Eindruck auf ihn gemacht hatte, war jener schneidige, ordnungsliebende Lehrer gewesen mit Aussprüchen, daß die Revolution nichts brächte als Gleichmacherei der guten und der schlechten Rassen, der Starken und der Schwachen. Er wünschte sich das Gegenteil seines öden Erwerbslosenlebens, Auszeichnung, Glanz, Bewährung.“ Fritz geht wieder und wieder zu den SA-Treffen, „tauschte seine ausgewaschenen Lumpen mit einem neuen braunen Hemd“, was ihn einige Arbeiter als Klassenverrat auslegen. Es folgt ein Aufstieg zum SA-Gruppenführer, erste kleine Gewalttaten im heimischen „Feindesland, bewohnt vom inneren Feind.“ Fritz macht weiter Karriere. „Weil er schneidig war und rasch im Entschluß und Gehorchen und überdies vortrefflich gewachsen, erfüllte sich sein geheimer Wunsch, er kam in die SS. Dort gab es die Söhne anderer Väter als seiner gewesen war. Das war die Gleichheit, die ihm gefiel. In Arbeitergassen herumzuknallen, Juden zu scheuchen, das war die Freiheit, die er verstand. Er bekam den Befehl, eine rote Versammlung zu sprengen. Ein Junge, einstmals ein Mitschüler, erkannte ihn, beschimpfte ihn ins Gesicht. Da zog er seinen Revolver. Und wie dann der Junge wirklich umfiel und wirklich tot war […] wurde er aber nur höchst belobigt und kräftig beruhigt. Denn Rot war Feind, und Feind war Feind. Und weil es zum Prozeß kam, wurde er rasch in ein schönes Haus am Rhein gebracht, zu einem der reichen SS-Väter, die immer die Zechen zahlten, und dort versteckt, bis der Prozeß zu Ende war.“
Nach der Machtergreifung geht es für Fritz entsprechend weiter: „Straßen absperren, Juden austreiben, Arbeiter jagen“, abliefern in Konzentrationslagern. „Bei der Musterung wurde er in ein SS-Eliteregiment eingereiht […,] mit seinem rohen Verstand und einem Wust an Gefühlen vorzüglich ausgebildet in der äußeren technischen Ausübung der Macht“, die er auch gegen Angehörige der Arbeiterklasse anwendet: „Ja, er jagte die, die einmal die Seinen gewesen waren, wie der Wolfshund, den man dressiert hat, die Wölfe zu jagen.“ Nach Kriegsbeginn verachtet er Polen und Franzosen, „weil sie sich wehrten, aber doch überrennen ließen, wie er in seinem eigenen Volk die zu verachten gelernt hatte, die sich wehrten, doch überrennen ließen“, und beim Angriff auf die Sowjetunion hasst er „das russische Volk nicht nur, weil der Armeebefehl des Führers es von ihm verlangte, sondern von ganzem eigenem Herzen. Denn auf dieses Volk hatten daheim die Männer geschworen, die ihn einst ins Gesicht beleidigt hatten: ‚Du hast dich für ein Hemd verkauft.‘“ In Russland lernt Müller von einem Vorgesetzten, dass das Aufhängen von Zivilisten nötig sein könne, „um die Widersetzlichkeit der Bewohnerschaft ein für allemal zu brechen. Müller, der beim Anblick der Gehängten ein übles Gefühl verspürt hatte, merkte sich diese Belehrung seines Vorgesetzten“ und praktiziert diese Methode, als bei Besetzung eines Dorfes sein Leutnant fällt; Müller wird dann selbst Leutnant, erschießt eigenhändig ein Familienmitglied nach dem anderen, um das Versteck eines zu den Partisanen gehörenden Sohnes herauszufinden, lässt Partisanen-Mädchen „zu Tode schlagen. Seine Hände zitterten nicht mehr, er bestrafte für einen Blick, er ließ hängen für ein Geflüster. Er handelte wie ein Tier, aber er war keins. Denn ihn leitete bei seinen Handlungen eine Idee: Mitleid mit dem Feind ist Verrat. Bei dem neuen Vormarsch im Frühjahr ließ er zwei seiner eigenen Soldaten, deren Gespräch belauscht worden war, an die Wand stellen.“
Als er der Roten Armee in die Hände fällt, wird er im März 1942 vor ein Feldgericht gestellt. „Die Anklage lautete auf Erschießungen, Hängen, fortgesetzte Grausamkeiten, begangen an Frauen und Kindern“.

## Textanalyse
Bei Ein Mensch wird Nazi handelt es sich um einen auktorial erzählten Text. Orte der Handlung sind Düsseldorf sowie Fritz Müllers Aufenthaltsorte während des Deutsch-Sowjetischen Kriegs 1941/42. Die Erzählung beginnt mit dem Bericht über den Kriegsprozess gegen den des Kriegsverbrechens angeklagten Offizier Fritz Müller, der seine Grausamkeit gerechtfertigt hatte mit der Behauptung: „Mitleid mit dem Feind sei Verrat an dem deutschen Volk“. Dann springt die Zeit der Erzählung in die vorangegangene Generation, als Fritz’ Vater im Ersten Weltkrieg Unteroffizier in der Armee war.
Rahmenhandlung des Romans ist der Prozess gegen Fritz Müller im März 1942. Der Berichtszeitraum der Binnenhandlung reicht von seiner Geburt im Jahr 1917 bis zu seinem letzten Kriegsverbrechen 1942.

### Figuren (Auswahl)
- Fritz Müller: Er ist im Oktober 1917 geboren, neun Monate nach dem letzten Heimaturlaub seines Vaters Friedrich Müller,[3] der ihn zur Einschulung Ostern 1923 begleitet.[5] Blond und blauäugig[15] ist Fritz, als Erwachsener „ein Meter fünfundachtzig“[7] und bereits vor dem Angriff auf die Sowjetunion Träger des Eisernen Kreuzes.[16]
- Friedrich Müller: Der Unteroffizier, gelernte Schlosser und Vater von Fritz Müller, kehrt aus dem Ersten Weltkrieg nicht nur nach Düsseldorf,[3] sondern auch in die Arbeitslosigkeit zurück. Er stirbt, nachdem Fritz Müller die Schullaufbahn beendet hat.[6]

### Themen
In Ein Mensch wird Nazi versucht Seghers einigen soziologischen Verhältnisse und psychologischen Umständen auf den Grund zu gehen, aufgrund derer viele junge Menschen für das nationalsozialistische Ideengut anfällig gewesen sind. Dabei zeichnet Seghers  „durch die Geschichte von Fritz Müller ein Panorama der deutschen Gesellschaft“.

#### Prägung durch Elternhaus und Schule
Fritz Müller wird zunächst durch die Haltung seines Vaters beeinflusst, der wegen seiner wirtschaftlichen Misere gegen die Weimarer Republik wettert und sonntags „mit seinen alten Orden und Ehrenzeichen“ in den von seinen Kameraden gegründeten Kriegerverein geht. Die Hauptprägung des kleinen Fritz erfolgt jedoch in der Schule, wo „der kleine Fritz inmitten eines Aufeinanderprallens von Ideen aufwuchs, die in allen Kreisen verbreitet – oder bekämpft – wurden; diese unterschiedlichen Lebens-, Wirtschafts- und Arbeitsauffassungen werden durch die unterschiedlichen Lehrer repräsentiert, die Fritz hatte“. Der eine Lehrer ist linksgerichtet und hält Fritz für „stumpf und mäßig begabt“, ist aber offenkundig selbst ein mäßig begabter Pädagoge, da er seine Schüler mit abstrakten Ideen konfrontiert und von Fritz die entsprechenden Reaktionen erhält: „Der Völkerfrieden sagte ihm nichts, denn er wünschte sich für sich selbst die Kriegsabenteuer, von denen sein Vater erzählte; die Freiheit nichts, weil es ihm wohlgefiel, die schwächeren Knaben selbst zu befehligen und von den Starken befehligt zu werden; die Gleichheit nichts, weil er sich danach sehnte, gut gekleidet zu sein.“ Der Nazi-Lehrer dagegen schätzt an Fritz, dass Fritz „schneidig schwamm und im Stafettenlauf der Beste war.“ Mit dem Unterricht des Nazi-Lehrers kann Fritz mehr anfangen: „Weil er mit seinem Bruder in einem Bett schlief, glaubte er zu verstehen, warum das deutsche Volk Raum brauchte. Weil er den jüdischen Schneider nicht leiden konnte, glaubte er zu verstehen, warum es die Schuld der Juden sei, daß er nie satt wurde. Er [=der Lehrer] lobte ihn beiläufig auch für Dinge, für die sich Fritz keine Mühe zu geben brauchte: daß sein Vater im Krieg gewesen war, daß er blond und blauäugig war.“ Durch den Nazi-Lehrer werden somit Tendenzen verstärkt, die durch den Vater ohnehin vorhanden sind. Wolfgang Edelstein stellt zusammengefasst fest: „In ihrer Kurzgeschichte ‚Ein Mensch wird Nazi‘ hat Anna Seghers nachhaltig gezeigt, wie eine autoritäre Schule zu autoritärer Unterwerfung und in der Folge zu autoritärer Herrschaft beiträgt.“

#### Prägung durch soziale Teilhabe
Ebenso wie Friedrich Müller sonntags „mit seinen alten Orden und Ehrenzeichen“ in den von seinen Kameraden gegründeten Kriegerverein geht, findet Fritz Müller eine Möglichkeit zu sozialer Teilhabe in einem antidemokratischen Umfeld, in diesem Fall einem SA-Lokal. Mit seinen SA-Kameraden macht Fritz beispielsweise auch eine Exkursion in eine entfernte Stadt, wo Fritz anlässlich eines Hitler-Auftritts „zum erstenmal in seinem Leben ein echtes Fest [feiert], mit Getafel, Bier, Fackeln, Trompeten.“ Hier empfindet Fritz „das Gefühl der Gruppenzugehörigkeit, den Respekt – oder die Angst“ – der Außenwelt vor jener Gruppe, der er angehört: Ein einst ohnmächtiger junger Mann erhält Macht, der Leser „beobachtet die Schwäche des demütigen Mannes, dem die Gelegenheit geboten wird, Herrschaft auszuüben“ und kann sich klar werden darüber, „dass der einfache Bürger unter bestimmten Umständen zu schrecklichen Gräueltaten fähig ist.“

## Textausgaben (Auswahl)
- Ein Mensch wird Nazi. In: Anna Seghers: Erzählungen 1933–1947. (= Werkausgabe, II. Erzählungen, Band 2.) Aufbau-Verlag, Berlin 2011. ISBN 978-3-351-03468-9. S. 107–120.
- Ein Mensch wird Nazi. In: Anna Seghers: Erzählungen 1926–1944. (= Gesammelte Werke in Einzelausgaben, Band 9.) 2. Auflage. Aufbau-Verlag, Berlin 1981. S. 285–297.